# تريفور غراهام
تريفور غراهام (بالإنجليزية: Trevor Graham) هو منافس ألعاب قوى أمريكي وجامايكي، ولد في 20 أغسطس 1964.

## وصلات خارجية
- تريفور غراهام على موقع الاتحاد الدولي لألعاب القوى (الإنجليزية)
- تريفور غراهام على موقع أوليمبيديا (الإنجليزية)